# 104-й Нью-Йоркский пехотный полк
104-й Нью-Йоркский пехотный полк (104th New York Volunteer Infantry Regiment) он же Wadsworth Guards или Livingston County Regiment — представлял собой один из пехотных полков армии Союза во время Гражданской войны в США. Полк был сформирован в марте 1862 года и прошёл все сражения войны на Востоке от сражения у Кедровой горы до сражения при Аппоматтоксе, и был расформирован в июле 1865 года.

## Формирование
Полк был сформирован 4 сарта 1862 года в Олбани в результате соединения отряда "Morgan Guards" (полковника Джона Виля) и отряда "Wadsworth Guards" (полковника Рорбаха). Пять рот первого отряда были слиты в роты H, I и K, а десять рот второго отряда были слиты в 7 остальных рот. Между сентябрём 1861 и мартом 1862 года эти роты были приняты на службу в армию США сроком на три года службы. Роты полка были набраны в основном в Нунде (А), Спрингуотере (В), Сентрвилле, Игле и Пайке (С), Дженесео (D), Гровленде, Кохоктоне и Бёрнсе (Е), Рочестере (F), Фоулервилле, Алабаме и Гэйнсвилле (G), Трой (Н и I), Трой и Кохосе (К). 
Первым командиром полка стал полковник Джон Рорбах, подполковником Р. Уэллс Кеньон и майором Льюис Скиннер.

## Боевой путь
22 марта полк был отправлен в Вашингтон и влит в отряд генерала Уодсворта. В мае полк включили в бригаду Абрама Дьюри, которая стала одной из бригад дивизии Эдварда Орда. 28 мая дивизия была направлена во Фронт-Рояль для перехвата армии Томаса Джексона. Со 2 по 10 июня бригада стояла на реке Шенандоа и во Фронт-Рояль, а затем была направлена к Уоррентону, где стала 1-й бригадой 2-й дивизии (Рикеттса) III корпуса Вирджинской армии. 9 августа бригада была задействована в сражении у Кедровой горы, с 16 августа по 2 сентября участвовала в боях Северовирджинской кампании: 21 - 23 августа вела бои на рубеже реки Раппаханок, 28 августа у Торуфейр-Гэп, а 29 августа участвовала во втором сражении при Булл-Ран. В этом сражении 104-й потерял 1 лейтенанта и 13 рядовых убитыми, 1 лейтенанта и 34 рядовых ранеными и 39 человек пропавшими без вести.
11 сентября подполковник Уэллс подал в отставку. Капитан Гилберт Прей (Рота F) стал майором.
C 6 сентября бригада Дьюри участвовала в Мэрилендской кампании. III корпус в это время был переформирован в I корпус Потомакской армии.